# Romeo und Julia (Tschaikowski)
Romeo und Julia ist eine vom Komponisten als „Fantasie-Ouvertüre“ bezeichnete sinfonische Dichtung des russischen Komponisten Pjotr Iljitsch Tschaikowski. Sie basiert auf dem gleichnamigen Theaterstück von William Shakespeare. Das Stück gilt als Tschaikowskis erstes Meisterwerk und trägt – für den Komponisten unüblich – keine Opusnummer.

## Entstehung
Tschaikowskis Komponistenkollege Mili Balakirew lernte 1867 den französischen Komponisten Hector Berlioz kennen, der 1839 sein Werk Roméo et Juliette geschrieben hatte. So kam es, dass Balakirew Tschaikowski eine musikalische Umsetzung des Themas vorschlug und ihm dazu sehr detaillierte Vorschläge zur Form und zum Tonartenplan schickte. Balakirew war von Tschaikowskis Ergebnis nicht sehr begeistert und brachte diesen dazu, einige Änderungen vorzunehmen.
Im März 1870 dirigierte Nikolai Rubinstein die Uraufführung von Romeo und Julia in Moskau. Das Konzert wurde von Anhängern Rubinsteins gestört, der kurz vorher einen Gerichtsprozess verloren hatte.
Tschaikowski unterzog das Werk zwei Revisionen, eine im Sommer 1870, die andere im Jahr 1880. Durch die Überarbeitungen gewann das Werk größere Eigenständigkeit gegenüber Balakirews Vorgaben.
Zur Zeit der zweiten Revision plante Tschaikowski eine Oper über das Sujet, die jedoch nicht vollendet wurde. Nach seinem Tod wurden in seinem Nachlass Skizzen zu einer Duettszene zwischen Romeo und Julia entdeckt, die musikalische Themen aus der Ouvertüre benutzt. Sergej Tanejew komplettierte und veröffentlichte diese Szene.

## Form
Das Stück ist in einer frei behandelten Sonatenhauptsatzform komponiert. In der Anlage der drei wichtigsten Themen folgt Tschaikowsky im Wesentlichen der Anregung Balakirews: das choralartige Thema der Einleitung charakterisiert Pater Lorenzo, das martialische Hauptthema symbolisiert den Konflikt zwischen den beiden verfeindeten Familien und das lyrische Seitenthema die Liebe zwischen Romeo und Julia.

## Besetzung
Piccoloflöte, 2 Flöten, 2 Oboen, Englischhorn, 2 Klarinetten in A, 2 Fagotte, 4 Hörner in F, 2 Trompeten in E, 3 Posaunen, Tuba, Pauke, Becken, Große Trommel, Harfe, Streicher

## Wirkung
Ursprünglich war Tschaikowskis 1877 uraufgeführte, modernere Orchesterfantasie Francesca da Rimini populärer als Romeo und Julia.

## Diskographie
- Philharmonia Orchestra London, Riccardo Muti, E.M.I.